# Oxymyrrhine gracilis
Oxymyrrhine gracilis är en myrtenväxtart som beskrevs av Johannes Conrad Schauer. Oxymyrrhine gracilis ingår i släktet Oxymyrrhine och familjen myrtenväxter. Inga underarter finns listade i Catalogue of Life.